# Municipio de Nacozari de García
El municipio de Nacozari de García es uno de los 72 municipios que conforman el estado mexicano de Sonora. Se encuentra localizado en la región alta de la Sierra Madre Occidental.